# سامويل روبيل
سامويل روبيل (بالفرنسية: Samuel Robail)‏ (2 يونيو 1985 بكامبريه في فرنسا - ) هو لاعب كرة قدم فرنسي في مركز الوسط. لعب مع نادي بولون ونادي غويونيون ونادي ليل ونادي سيراين.

## روابط خارجية
- سامويل روبيل على موقع قاعدة بيانات كرة القدم.إي يو (الإنجليزية)
- سامويل روبيل على موقع ليكيب (الفرنسية)
- سامويل روبيل على موقع Soccerway.com (الإنجليزية)
- سامويل روبيل على موقع عالم كرة القدم.نت (الإنجليزية)